# Brătuia, Gorj
Brătuia este un sat în comuna Dănești din județul Gorj, Oltenia, România.

## Vezi și
- Biserica de lemn din Brătuia

## Imagini

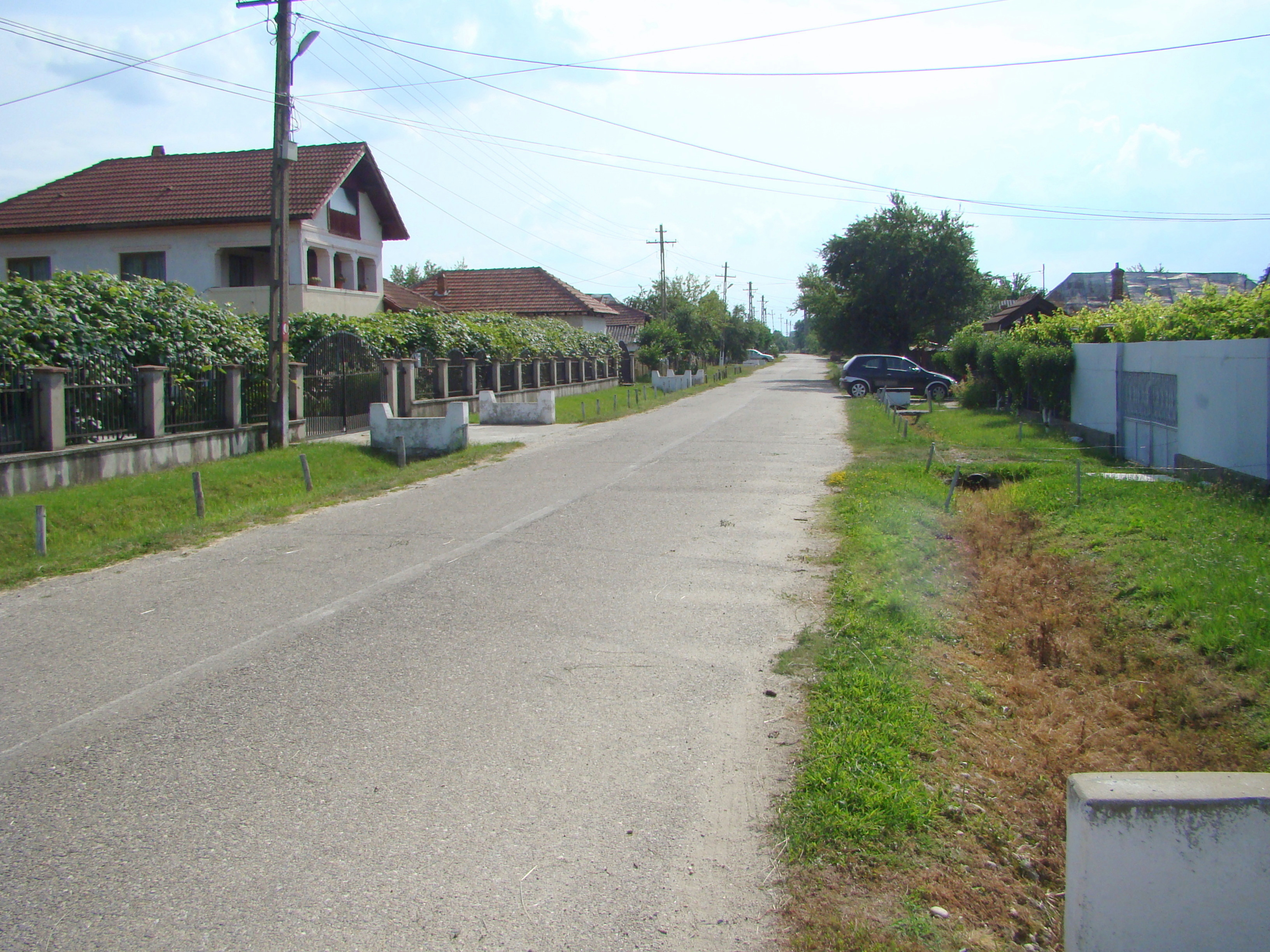
Strada principală
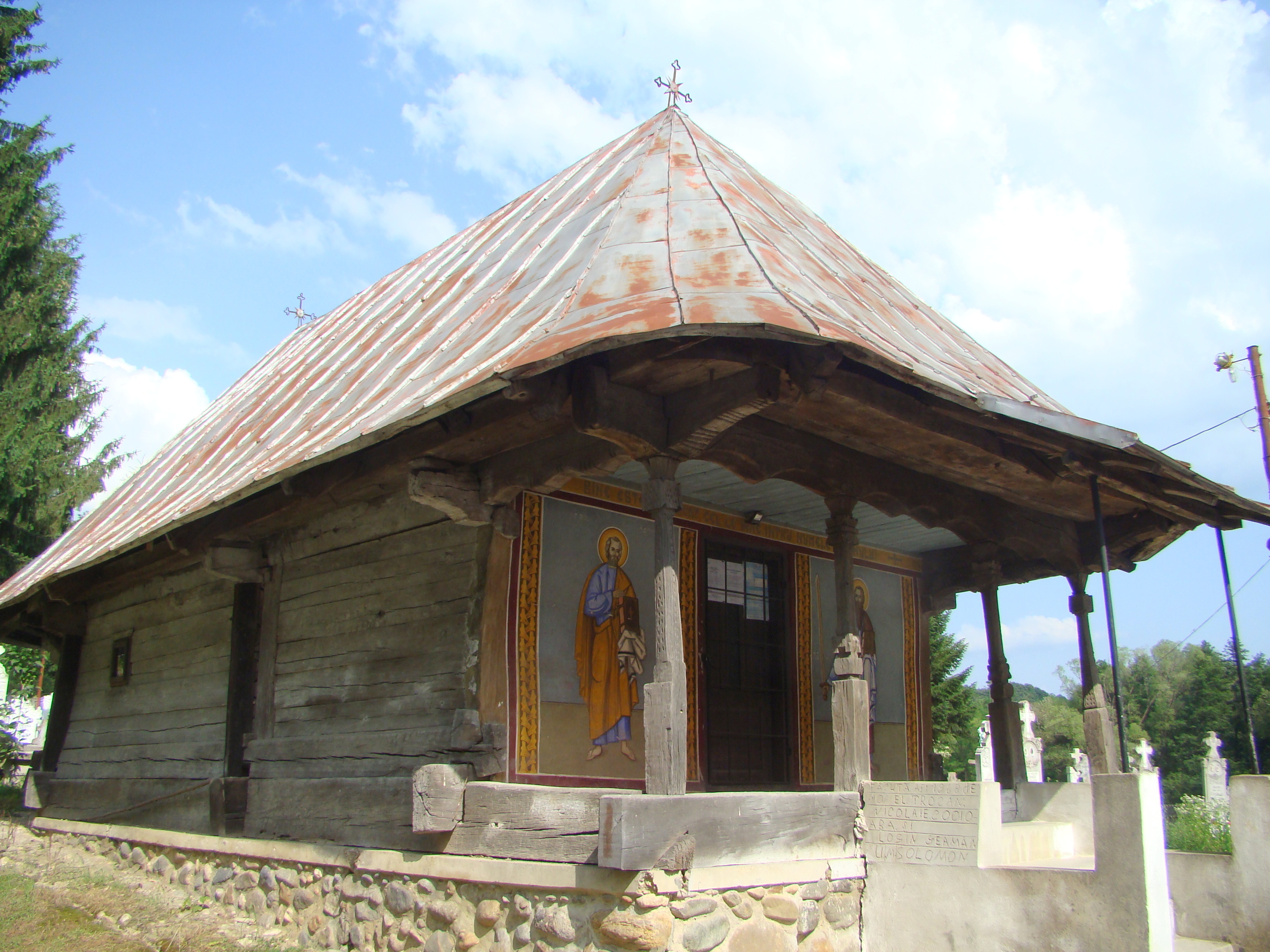
Biserica de cimitir din Valea Brătuii cu hramul „Sfinții Voievozi” (monument istoric)

 Acest articol despre o localitate din județul Gorj este deocamdată un ciot. Puteți ajuta Wikipedia prin completarea lui.